# Célula de Purkinje
Las células de Purkinje (o neuronas de Purkinje) son una clase de neuronas GABAérgicas localizadas en la corteza cerebelosa. Su nombre proviene de su descubridor, el anatomista checo Jan Evangelista Purkyně.

## Anatomía

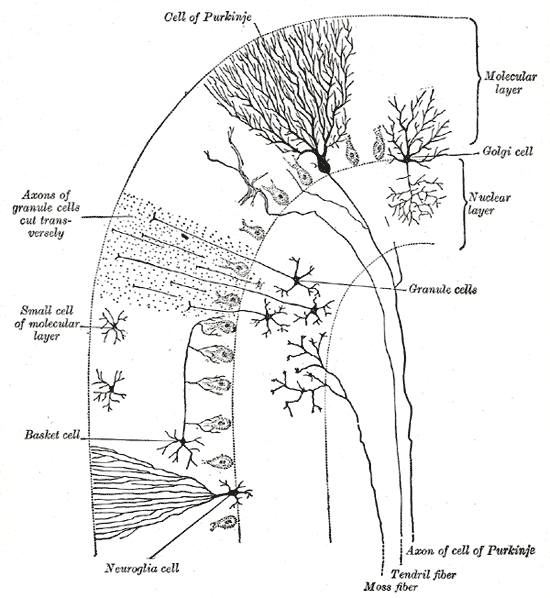
Sección transversal de una parte del cerebelo. (Célula de Purkinje etiquetada en la parte superior central).

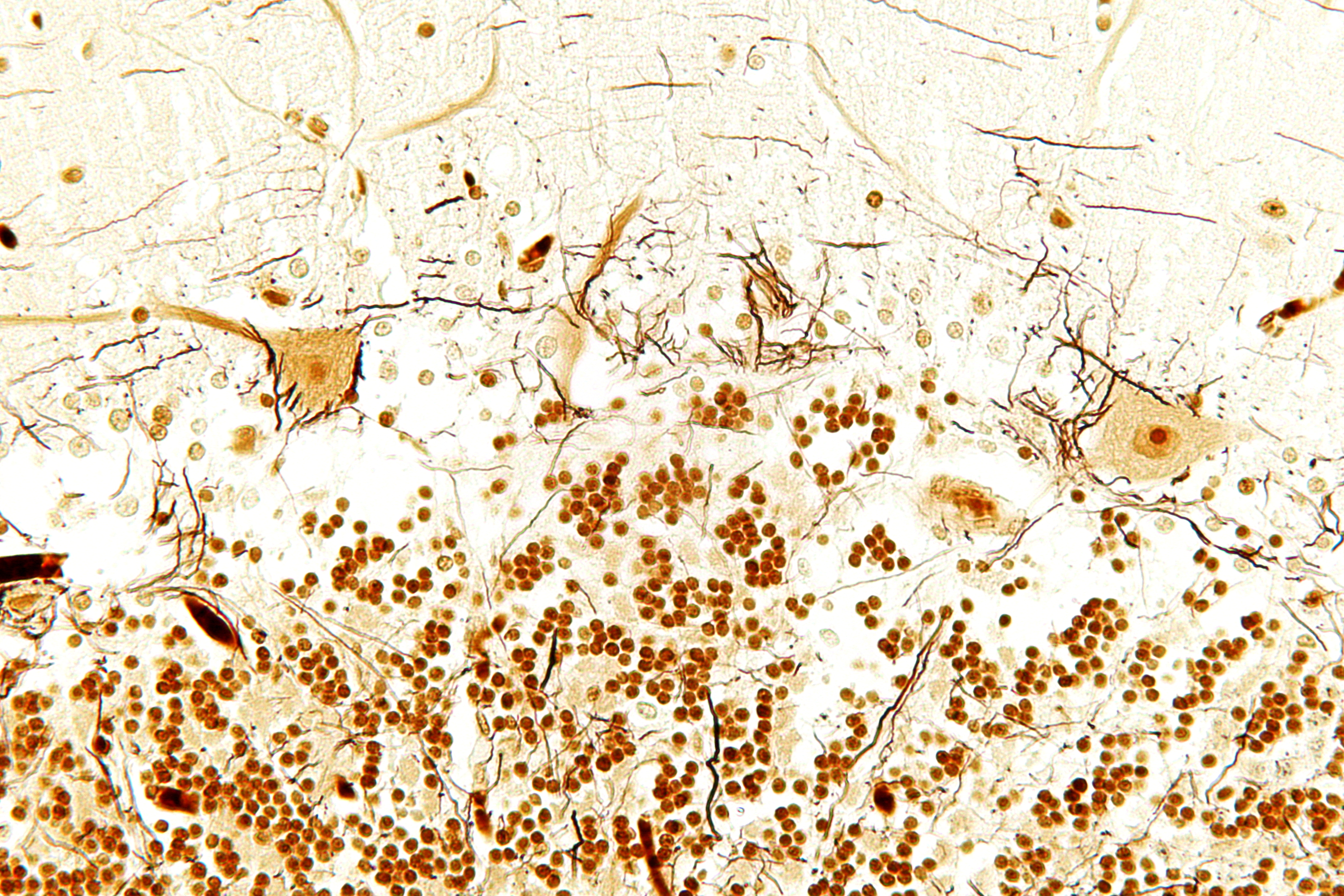
Células de Purkinje. Tinción de Bielschowsky.

Estas células son algunas de las neuronas más grandes encontradas en el cerebro humano (las células Betz son las más grandes), y se ramifican construyendo un intrincado y denso árbol dendrítico caracterizado por tener espinas dendríticas. Las células de Purkinje se encuentran dentro de la capa de Purkinje en el cerebelo. Las células de Purkinje se encuentran alineadas como piezas de dominó colocadas una frente a la otra. Su gran árbol dendrítico forma dos capas bidimensionales a través de las cuales pasan fibras paralelas provenientes de las fibras musgosas ubicadas en la capa granulosa. Estas fibras paralelas tienen sinapsis excitatorias más débiles (glutamatérgicas) hacia las espinas en la dendrita de la célula de Purkinje, mientras que las fibras trepadoras que se originan desde el núcleo olivario inferior en la médula oblongada y el tronco encefálico proveen un poderoso estímulo excitatorio a las dendritas cercanas y al soma celular. Las fibras paralelas pasan ortogonalmente a través del árbol dendrítico de la neurona de Purkinje; hasta 200.000 fibras paralelas formando una sinapsis con una única célula de Purkinje. Cada célula de Purkinje recibe hasta 500 sinapsis de fibras trepadoras, todas ellas originándose en una sola fibra trepadora. Tanto las células en cesta (de canasta) y las células estrelladas (que se encuentran en la capa molecular cerebelosa) proveen un estímulo inhibidor (GABAérgico) a la célula de Purkinje, con las células en cesta en sinapsis hacia el segmento inicial del axón de la célula de Purkinje, con las células de canasta formando sinapsis con el segmento inicial del axón de la célula de Purkinje y las células estrelladas hacia las dendritas.
Las células de Purkinje envían proyecciones inhibidoras hacia el núcleo cerebelar profundo, y constituyen la única salida para toda la coordinación motriz en la corteza cerebral.

## Actividad electrofisiológica

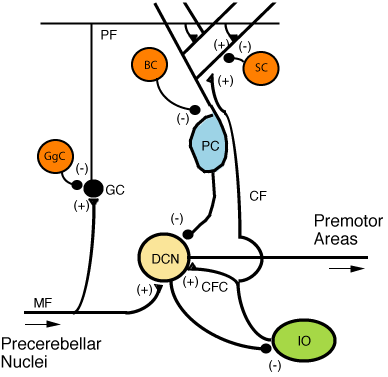
Microcircuito del cerebelo. Las sinapsis excitatorias se indican con (+) y las inhibitorias con (-).
MF: Fibra musgosa.
NCD: Núcleos cerebelosos profundos.
OI: Oliva inferior.
CF: Fibra trepadora.
GC: Célula granular.
PF: Fibra paralela.
CP: Célula de Purkinje.
GgC: Célula de Golgi.
SC: Célula estrellada.
BC: Célula en cesta.

Las células de Purkinje demuestran dos formas distintas de actividad electrofisiológica. 
- Las espigas simples ocurren a tasa entre 17-150 Hz (Raman and Bean, 1999), ya sea espontáneamente, o cuando las células de Purkinje son activadas sinápticamente por las fibras paralelas, que son los axones de las células granulares.

- Las espigas complejos son lentas, espigas de 1-3 Hz. Caracterizadas por una prolongada espiga inicial de amplitud alta, seguida por una ráfaga de alta frecuencia de potencial de acción de amplitud menor. Estas son causadas por la activación de las fibras trepadoras, y pueden involucrar la generación de potencial de acción mediada por calcio, en las dendritas. Siguiendo la actividad de las espigas complejas, las espigas simples pueden ser suprimidas por el fuerte estímulo de las espigas complejas.[4]

Las células de Purkinje que muestran actividad electrofisiológica espontánea en la forma de “trenes de espigas” tanto de sodio como de calcio dependientes fueron descritas inicialmente por Rodolfo Llinas (Llinas and Hess(1977)) y Llinas and Sugimori (1980). Los canales de calcio tipo P reciben su nombre de las Células de Purkinje, donde fueron inicialmente encontradas (Llinas et al. 1989), los cuales son cruciales en la función cerebelar. Se ha demostrado recientemente que la activación de la fibras trepadoras de la célula de Purkinje puede cambiar su actividad desde un estado en reposo  a un estado espontáneamente activo, y vice-versa, sirviendo como un tipo de interruptor (toggle switch)(Loewenstein et al., 2005, Nature Neuroscience). Sin embargo, estos descubrimientos han sido desafiados por un estudio que sugieren que tales cambios por la actividad de las fibras trepadoras ocurren predominantemente en animales anestesiados, y que las células de Purkinje en animales despiertos, en general, operan casi continuamente en el estado activo.
Los descubrimientos han sugerido que las dendritas de las células de Purkinje liberan endocanabinoides que pueden temporalmente se decrementa la sinapsis excitatorias e inhibitorias.

## Estados patológicos relacionados con las células de Purkinje
En humanos, las células de Purkinje son afectadas por una variedad de enfermedades que varían desde exposición a sustancias tóxicas (OH, litios) hasta las enfermedades autoinmunológicas y mutaciones genéticas (ataxia espinocerebelosa, ataxia por gluten, enfermedad de Unverricht-Lundborg y autismo) y enfermedades neurodegenerativas que no se pensaba que tenía una base genética conocida (atrofia del tipo cerebral de sistema múltiple, ataxias esporádicas).
La ataxia por gluten representa el 40% de las ataxias de origen desconocido y el 15% de todas las ataxias. Puede aparecer en personas de todas las edades, incluyendo niños. Es una enfermedad autoinmune provocada por el consumo de gluten, clasificada en los denominados trastornos relacionados con el gluten. El tratamiento consiste en la dieta sin gluten en todos los casos, aunque no haya afectación intestinal (tanto celíacos como no celíacos). La muerte de las neuronas del cerebelo es el resultado de la exposición prolongada al gluten y es irreversible. Un diagnóstico precoz y el tratamiento temprano con la dieta sin gluten permiten la estabilización e incluso la completa recuperación. Si el diagnóstico se realiza tarde, cuando ya se ha producido una destrucción considerable de neuronas, la efectividad de la dieta sin gluten es pobre. La principal causa de falta de mejoría con la dieta sin gluten se debe a transgresiones, tanto voluntarias como inadvertidas (dieta no estricta).
En algunos animales domésticos, una enfermedad por la que las Células de Purkinje se empiezan a atrofiar un breve tiempo después de nacimiento, llamada Abiotrofia cerebelosa, puede dirigir a síntomas que incluyen ataxia, estremecimientos intencionales, hiperactividad, falta de reflejos contra amenazas, paso rígido, o falta aparente de conciencia de donde están los pies (en ocasiones parándose o caminando con un pie sobre el otro), y una inhabilidad general para determinar el espacio y distancia. Una afección similar conocida como hipoplasia cerebelosa ocurre cuando las Células de Purkinje no logran desarrollares en el útero o mueren en el útero antes del nacimiento. Las anomalías genéticas ataxia telangiectasia y la enfermedad de Niemann Pick tipo C, así como el estremecimiento esencial cerebelar, involucran la pérdida progresiva de las Células de Purkinje. La patología espinal también como la pérdida de las ramas dendríticas de las Células de Purkinje han sido descritas en la enfermedad Altzhemer.
En equinos parecen verse afectadas en un desorden del movimiento llamado shivers o shivering.